# Heimwehr

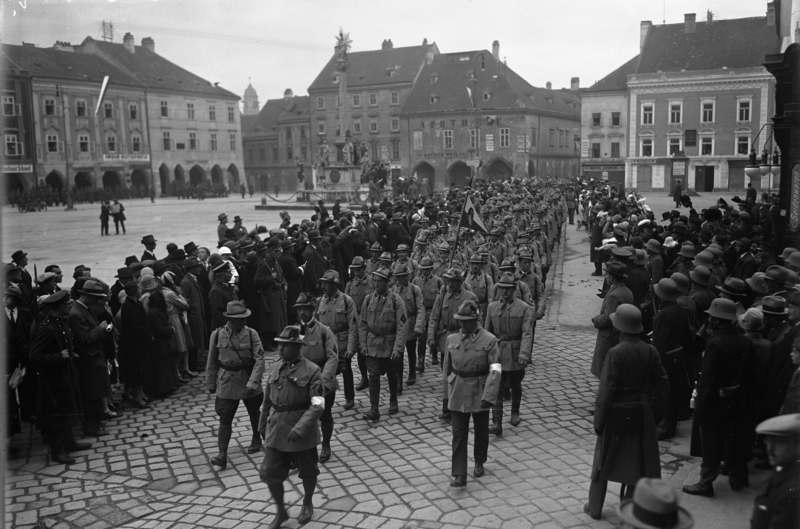
Os Heimwehr marcham em Wiener Neustadt, 1931

Heimwehr (alemão: [ˈhaɪmˌveːɐ̯]) ou às vezes Heimatschutz (alemão: [ˈhaɪmatˌʃʊts], Proteção da Pátria) foi um grupo paramilitar nacionalista inicialmente operando dentro da Áustria durante os anos 1920 e 1930; eram semelhantes nos métodos, organização e ideologia à Freikorps da Alemanha nazista. Apesar de oposição à democracia parlamentar, a Heimwehr manteve um braço político conhecido como o Heimatblock, que cooperou com o governo conservador de Engelbert Dollfuss. Em 1936, a Heimwehr foi absorvida pela Frente Patriótica por decreto do chanceler Kurt von Schuschnigg e substituída por uma milícia supostamente menos inclinada ao tumulto contra o regime, os Frontmiliz.